# Dalum Kloster
Dalum Kloster ligger i Dalum Sogn, Odense Herred, Odense Kommune. Det har sit udgangspunkt i et gammelt benediktinernonnekloster, der fik sine ordensregler 22. januar 1193. Det middelalderlige kloster var opført som et formentlig firlænget anlæg, hvoraf Dalum Kirke udgjorde nordfløjen. De øvrige fløje blev nedrevet kort efter 1580, da klostrets sidste nonne døde, og 1602 stod blot "nogle øde mure" af bygningerne. Klostrets fløje var forbundne af en korsgang, hvis hvælv er dokumenteret i anlæg til disse i kirkens nordmurs ydre. 
Klostrets økonomianlæg var opført vest for kirken og den nuværende Dalumvej. Her var formentlig også opført boliger for klostrets prior og præst, og en middelalderlig, hvælvet kælder er endnu integreret i bygningerne. Det var dette økonomianlæg der udviklede sig til både herregård og lokalt administrativt centrum, stadig under navnet Dalum Kloster. Allerede tidligt i 1500-tallet fungerede det i praksis fungerede som kongeligt len, men fik formelt set først denne status efter reformationen. Herregården overgik til privat eje 1662, gik kortvarigt tilbage til Kronen 1682, men blev straks solgt til Diderik Schult, der omdøbte den Christiansdal. Dette navn var i brug indtil 1906, da den katolske Skt. Hedvigorden købte bygningerne og indrettede et kloster under det gamle navn, Dalum Kloster.
Herregårdens hovedbygning er opført i 1658 og ombygget i 1812-1818-1832 og igen i 1957-1958 ved Jacobsen-Lundermann. 1962-63 opførtes nye anneksbygninger.

## Dalum Klosters kirke
Klosterkirken er bygget 1930 og indviet 1931 (arkitekten er ukendt). Den er rejst parallelt med herregårdens nordfløj og forbundet til denne ad en forbindelsesgang. Det er en tegldækket bygning udført med reference til middelalderens gotiske formsprog, og den står med blank mur udvendigt og er hvidkalket i det indre. Sakristiet blev udvidet 1990 med et tilstødende mødelokale. Størstedelen af dens inventar er anskaffet ved kirkens opførelse 1930. 

## Ejere af Dalum Kloster
- (1197-1536) Benediktinernonnekloster
- (1536-1662) Kronen
- (1662-1682) Jens Lassen
- (1682) Kronen
- (1682-1704) Diderik Schult
- (1704-1719) Ermgaard Sophie Christoffersdatter Gabel gift Schult
- (1719-1722) Slægten Schult
- (1722-1764) Kronen
- (1764-1801) Christian Benzon
- (1801-1804) Jacob Christiansen Benzon
- (1804-1840) Peter Ulrik Frederik Christiansen Benzon
- (1840-1882) Christian Frederik Otto Petersen Benzon
- (1882-1891) Frederik Herman Christian baron de Falsen Zytphen-Adeler
- (1891-1902) Enke Fru Christine Lange gift Rump (hovedbygningen)
- (1902-1906) Enke Fru Christine Langes dødsbo (hovedbygningen)
- (1906-2022) Skt. Hedvigsordenen (hovedbygningen)
- (2023-) MT Højgaard Projektudvikling[4]